# Лаксианский ключ
«Лаксианский ключ» — научно-фантастический рассказ Роберта Шекли, впервые опубликованный в журнале «Galaxy Science fiction» (11/1954). Веселый фантастический рассказ из цикла про Грегора и Арнольда из «ААА-ПОПС» — Астронавтического антиэнтропийного агентства по оздоровлению природной среды. 
Рассказ входит в авторский сборник «Ловушка для людей» (1968). 
В переводе Ю. Эстрина рассказ называется «Индетерминированный ключ».

## Сюжет
Арнольд снова приготовил сюрприз своему компаньону — приобрёл у старьёвщика Джо неизвестный аппарат, который, согласно маркировке, является «универсальным производителем». После включения аппарат начал вырабатывать неизвестную субстанцию, напоминающую цемент. Пока Грегор и Арнольд пытались сообразить, что это за субстанция и что они могут с ней сделать, субстанция начала заполнять помещение. Попытки выключить аппарат не увенчались успехом: как оказалось после долгих поисков — для этого нужен лаксианский ключ.
Неожиданно для них пожаловал гость, который оказался работником местной электростанции, разыскивающим причину утечки электроэнергии — каковой и оказался аппарат. Полистав справочник, Арнольд установил, что субстанция является продуктом питания жителей одной планеты в отдалённой части Галактики. На Земле она может использоваться в качестве заменителя цемента, но при этом обладает рядом недостатков — например, не может быть окрашена — а потому стоит значительно дешевле, чем потребляемая для её производства энергия. Поняв убыточность своего предприятия, компаньоны решили посетить планету и продать аппарат местным жителям.
Жители планеты радушно встречают компаньонов, однако узнав, зачем они прибыли, требуют немедленно покинуть планету. Как оказалось, универсальные производители был созданы их далёкими предками, а технологии утрачены. Окружающие посадочную площадку ряды некрашеных зданий намекают на то, что компаньоны — не единственные, кто столкнулся с проблемой. Угрожая землянам военной техникой, представили выгоняют их с планеты, на прощание напоминая, что согласны заплатить любую цену, если тем удастся где-нибудь заполучить пресловутый лаксианский ключ.